# ویلیام پی. کلاگ
ویلیام پی. کلاگ (به انگلیسی: William P. Kellogg) سناتور سابق عضو حزب جمهوری‌خواه ایالات متحده آمریکا بود. وی در سال ۱۸۶۸ تا ۱۸۷۲ و ۱۸۷۷ تا ۱۸۸۳ میلادی سناتور ایالت لوئیزیانا در سنای ایالات متحده آمریکا بود.